# Олексіївська сільська рада (Білокуракинський район)
Олексіївська сільська рада — сільська рада у Білокуракинському районі Луганської області з адміністративним центром у селі Олексіївка. Населення становить 1460 осіб. Щільність населення — 13,3 осіб/км².

## Населені пункти
Сільській раді підпорядковані населені пункти:
- с. Олексіївка
- с. Заїківка
- с. Луб'янка

## Загальні відомості
Історична дата утворення: в 1923 році.
Сільська рада межує (з півночі за годинниковою стрілкою) з Білокуракинською селищною, Лизинською, Нещеретівською сільськими радами Білокуракинського району, Світлівською сільською радою Сватівського району, Бунчуківською сільською радою Білокуракинського району. Територія сільської ради становить 109,37 км², периметр — 56,304 км.
Територією сільради тече річка Біла та її права притока річка Козинка. Соснові насадження. У балці Суха Козинка 28 червня 1984 року утворено геологічну пам'ятку місцевого значення Кисилівські оголення.

## Склад
Загальний склад ради: 16 депутатів. Партійний склад: Партія регіонів — 14 (87,5%), Комуністична партія — 2 (12,5%). Голова сільради — Носуля Віктор Максимович, секретар — Хлапоніна Наталя Іванівна.
| Олексіївська сільська рада | Олексіївська сільська рада       | Олексіївська сільська рада | Олексіївська сільська рада                                                                               |
| № зп                       | Прізвище, ім'я, по батькові      | Дата визнання обраним      | Відомості про обраного депутата                                                                          |
| Партія регіонів            | Партія регіонів                  | Партія регіонів            | Партія регіонів                                                                                          |
| -------------------------- | -------------------------------- | -------------------------- | --- |
| 1                          | Забайрачний Олександр Григорович | 1 листопада 2010           | Освіта середня, член Партії регіонів, ТОВ «Лотуре-Агро», водій.                                          |
| 2                          | Хлапоніна Наталія Іванівна       | 1 листопада 2010           | Освіта середня, член Партії регіонів, Олексіївська сільська рада, секретар.                              |
| 3                          | Хмеленко Катерина Іванівна       | 1 листопада 2010           | Освіта середня спеціальна, член Партії регіонів, Олексіївський фельдшерсько-акушерський пункт, фельдшер. |
| 4                          | Козинська Ніна Федорівна         | 1 листопада 2010           | Освіта середня спеціальна, член Партії регіонів, тимчасово не працює.                                    |
| 5                          | Горбенко Іван Валентинович       | 1 листопада 2010           | Освіта середня, член Партії регіонів, тимчасово не працює.                                               |
| 6                          | Кравцова Світлана Іванівна       | 1 листопада 2010           | Освіта середня, член Партії регіонів, тимчасово не працює.                                               |
| 7                          | Кудлай Валентина Іванівна        | 1 листопада 2010           | Освіта вища, член Партії регіонів, Олексіївська загальноосвітня школа, вчитель.                          |
| 8                          | Абдієва Катерина Павлівна        | 1 листопада 2010           | Освіта середня, член Партії регіонів, ПП Жук О. П., реалізатор.                                          |
| 9                          | Бунчужна Тетяна Єгорівна         | 1 листопада 2010           | Освіта середня, член Партії регіонів, ПП Жук О. П., реалізатор.                                          |
| 10                         | Бунчужний Олександр Митрофанович | 1 листопада 2010           | Освіта середня, член Партії регіонів, Заїківський сільський клуб, прибиральник.                          |
| 11                         | Коренська Людмила Богданівна     | 1 листопада 2010           | Освіта вища, член Партії регіонів, Луб'янська загальноосвітня школа, вчитель.                            |
| 12                         | Кравцов Валерій Іванович         | 1 листопада 2010           | Освіта середня, член Партії регіонів, приватний підприємець.                                             |
| 13                         | Заїка Наталія Петрівна           | 1 листопада 2010           | Освіта середня спеціальна, член Партії регіонів, Луб'янська загальноосвітня школа, повар.                |
| 14                         | Заєць Тамара Олексіївна          | 1 листопада 2010           | Освіта середня спеціальна, член Партії регіонів, Луб'янський сільський клуб, прибиральниця.              |
| 15                         | Гнатенко Вікторія Миколаївна     | 1 листопада 2010           | Освіта середня спеціальна, член Партії регіонів, тимчасово не працює.                                    |
| 16                         | Заїченко Оксана Анатоліївна      | 1 листопада 2010           | Освіта середня, член Партії регіонів, тимчасово не працює.                                               |

### Керівний склад ради
| ПІБ                      | Основні відомості                                                         | Дата обрання | Дата звільнення |
| ------------------------ | ------------------------------------------------------------------------- | ------------ | --------------- |
| Носуля Віктор Максимович | Сільський голова, 1962 року народження, освіта, безпартійний              | 26.03.2006   | 31.10.2010      |
| Носуля Віктор Максимович | Сільський голова, 1962 року народження, освіта вища, член Партії регіонів | 31.10.2010   |                 |

Примітка: таблиця складена за даними джерела

## Економіка
На землях сільради господарюють ТОВ Лотуре-Агро, голова Метропан Володимир Миколайович; Ф/Г «Світоч» Світличного Миколи Філіповича.